# Hypoponera foreli
Hypoponera foreli es una especie de hormiga del género Hypoponera, subfamilia Ponerinae. 

## Distribución
Esta especie se encuentra en Brasil y Paraguay.